# شهرستان چوست
ناحیهٔ چوست (به ازبکی: Chust District) یک ناحیه در ازبکستان است که در ولایت نمنگان واقع شده‌است. ناحیه چوست ۹۱۶ کیلومتر مربع مساحت و ۲۱۷٬۹۴۸ نفر جمعیت دارد.